# Barry Cunliffe

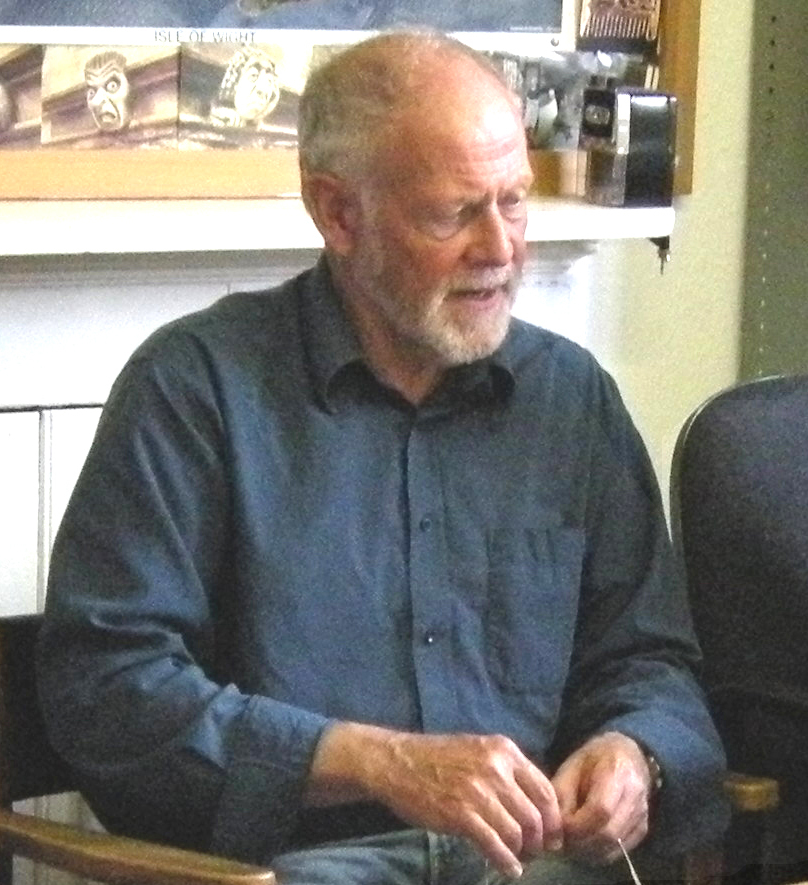
Barry Cunliffe, 2008

Sir Barrington Windsor Cunliffe CBE, bekannt als Barry Cunliffe (* 10. Dezember 1939), ist ein britischer Archäologe.

## Leben
Nachdem Cunliffe an der Universität Cambridge Archäologie und Anthropologie studiert hatte, wurde er 1963 Dozent an der Universität Bristol. 1966 wurde er, ungewöhnlich jung, Professor für Archäologie an der Universität Southampton. Von 1972 bis 2007 war er Professor für europäische Archäologie an der Universität Oxford.
Sehr bekannt sind seine Ausgrabungen des römischen Palastes von Fishbourne, Sussex. Außerdem ist er eine anerkannte Autorität auf dem Gebiet der Keltenforschung.
Von 1976 bis 1979 war er Präsident des Council for British Archaeology. 1979 wurde er zum Fellow der British Academy gewählt. Er ist seit 1984 Mitglied des „Ancient Monuments Advisory Committee“ (English Heritage) und seit 1991 Mitglied des „Advisory Committee of the Discovery Programme (Ireland)“. 1989 wurde er als ordentliches Mitglied in die Academia Europaea aufgenommen. 1995 wurde er Ehrenmitglied der Royal Irish Academy. Im Juni 2006 wurde er zum Knight Bachelor geschlagen.

## Schriften (Auswahl)
- Excavations at Fishbourne. 1961–1969 (= Reports of the Research Committee of the Society of Antiquaries of London. 26–27, ISSN 0953-7163). 2 Bände (Bd. 1: The site. Bd. 2: The finds.). Thames and Hudson, London 1971.
- Fishbourne. Rom in Britannien. Lübbe, Bergisch Gladbach 1971, ISBN 3-7857-0070-9.
- The Celtic World. Bodley Head, London u. a. 1979, ISBN 0-370-30235-4 (In deutscher Sprache: Die Kelten und ihre Geschichte. Lübbe, Bergisch Gladbach 1980, ISBN 3-7857-0260-4 (mittlerweile: 8. Auflage. ebenda 2004, ISBN 3-7857-0506-9)).
- Wessex to AD 1000. Longman, London u. a. 1993, ISBN 0-582-49279-3.
- als Herausgeber: The Oxford illustrated Prehistory of Europe. Oxford University Press, Oxford u. a. 1994, ISBN 0-19-814385-0 (In deutscher Sprache: Illustrierte Vor- und Frühgeschichte Europas. Campus, Frankfurt am Main u. a. 1996, ISBN 3-593-35562-0).
- The Extraordinary Voyage of Pytheas the Greek. Allen Lane, London 2001, ISBN 0-7139-9509-2.
- Facing the ocean. The Atlantic and its peoples. 8000 BC – AD 1500. Oxford University Press, Oxford u. a. 2001, ISBN 0-19-924019-1.
- Europe between the oceans. 9000 BC – AD 1000. Yale University Press, New Haven CT u. a. 2008, ISBN 978-0-300-11923-7.
- Druids. A very short introduction, Oxford University Press, New York 2010, ISBN 978-0-19-953940-6.
- Britain begins, Oxford University Press, Oxford 2019, ISBN 978-0-19-967945-4.
- 10000 Jahre. Geburt und Geschichte Eurasiens. Theiss, Darmstadt 2016, ISBN 978-3-8062-3376-6 (ca. 10.000 v. Chr. bis 1400 n. Chr.; zahlreiche Illustrationen).
- On the ocean. The Mediterranean and the Atlantic from prehistory to AD 1500, Oxford University Press, Oxford 2017, ISBN 978-0-19-875789-4.
- The ancient Celts, 2. Auflage, Oxford University Press, Oxford 2018, ISBN 978-0-19-875292-9.
- The Scythians. Nomad warriors of the steppe. Oxford University Press, Oxford 2019, ISBN 978-0-19-882012-3.
- Facing the Sea of Sand. The Sahara and the Peoples of Northern Africa. Oxford University Press, Oxford 2023, ISBN 978-0-19-285888-7.

## Festschrift
- Chris Gosden (Hrsg.): Communities and connections. Essays in honour of Barry Cunliffe, Oxford University Press, Oxford 2007, ISBN 0-19-923034-X.